# 博波盧
博波盧是西非國家利比里亞西北部的城市，也是巴波盧縣的首府，位於首都蒙羅維亞以北100公里，海拔高度185米，居民主要從事種植稻米和木薯，2008年人口2,908。